# Yukno
Yukno ist eine österreichische Indie-Pop-Band aus der Steiermark. Stilistisch verbindet die Band verschiedene musikalische Einflüsse, unter anderem Elemente der Elektronischen Tanzmusik und des Sprechgesangs, mit charakteristischen deutschsprachigen Texten.

## Geschichte
Gegründet wurde die Band 2016 ausgehend von der Auflösung der Band Neodisco, inhaltlich und stilistisch unterscheidet sich die Band Yukno jedoch stark von der Vorgängerband. Nach dem Release des ersten Albums Ich kenne kein Weekend (2018) – der Albumtitel ist eine Referenz auf das Kunstwerk von Joseph Beuys – folgten, neben einer gleichnamigen Tour durch Österreich, Deutschland und die Schweiz, unter anderem Auftritte auf dem Reeperbahn Festival, dem MS Dockville, dem Kosmonaut Festival, dem Rocken am Brocken, dem C/O pop, dem Popfest und dem Springfestival.
Der Titel Blut des Albums Ich kenne kein Weekend wurde in der ersten Staffel der Sky-Deutschland-Serie Der Pass verwendet, die 2019 erstausgestrahlt wurde.
2020 wurde das Album Im Stream der Zeit veröffentlicht, das inhaltlich Aspekte der Digitalen Transformation sowie Eindrücke der COVID-19-Pandemie aufgreift.
2021 wurde das Musikvideo zur Single Brumm Brumm (eine Kollaboration mit der Band Oehl und dem Produzenten Marco Kleebauer), von Regisseur Lorenz Uhl, mit dem österreichischen Musikvideopreis ausgezeichnet.
Mit über 5 Millionen Aufrufen ist der Titel Hund des Albums Ich kenne kein Weekend die erfolgreichste Singleauskopplung auf Spotify (Stand Oktober 2021).
Im März 2023 veröffentlichte die Band ihr drittes Studioalbum Alles ist Vergangenheit.

## Diskografie
Alben
- 2018: Ich kenne kein Weekend (Yukno the Records)
- 2020: Im Stream der Zeit (Humming Records)
- 2023: Alles ist Vergangenheit (Humming Records)

EPs
- 2016: König ohne Land (Yukno the Records)
- 2018: Days after Tomorrowland (Yukno the Records)
- 2020: Land of Confus1on (Humming Records)